# Anthony Réveillère
Anthony Réveillère (Doué-la-Fontaine, 10 de novembre de 1979) és un futbolista francès, que ocupa la posició de defensa.

## Trajectòria esportiva
Format al planter de l'Stade Rennais, debuta a la Ligue 1 al febrer de 1998. Roman en aquest club fins al mercat d'hivern de la campanya 02/03, en la qual és cedit al València CF. A l'acabar la cessió, retorna al seu país, però fitxant per l'Olympique Lyonnais. Ha estat una de les peces més importants de l'època daurada del club lionès, amb qui ha guanyat en cinc ocasions la Ligue 1 francesa, així com ha participat en la Lliga de Campions.

## Selecció
Réveillère ha estat internacional amb la selecció francesa en cinc ocasions. També va jugar amb la selecció B dels bleus.

## Títols
- Ligue 1 en 2004, 2005, 2006, 2007 i 2008.
- Trophée des Champions en 2003, 2004, 2005, 2006 i 2007.